# Соловей із села Маршинці
Соловей із села Маршинці (рос. Соловей из села Маршинцы) — музичний фільм 1966 року за участю Софії Ротару.
Це друга кінострічка за участю Софії Ротару.

## Сюжет
«Соловей із села Маршинці» став другим музичним фільмом на Українському телебаченні, у якому знялася 19-річна Софія Ротару, юна переможниця районного конкурсу пісні. Вислів «Соловей Буковини» (як преса називала в 70-ті роки Софію Ротару) походить очевидно саме від назви цього фільму. Софія Ротару виконала народні українські («Черемшина») і молдавські пісні, характерні для цього регіону України. Фільм було знято в Чернівецькій філармонії.
Юна співачка з'являється в кадрі під прізвищем Ротарь — українізованою версією молдавського прізвища Ротару.

## У ролях
- Софія Ротару

## Знімальна група
- Режисер — Ростислав Синько
- Оператор — А. Суський
- Художник — Н. Іскра
- Виробництво — Телебачення УРСР (студія «Укртелефільм»), Чернівецька філармонія